# 在水中
《在水中》（法語：Dans l'Eau）是尤金·布拉斯的一幅油画，也是他唯一的一幅裸体画，他的其他作品都穿着衣服。 这幅画长78.4厘米，宽44.5厘米。
这幅画描绘了一个赤裸的年轻女子站在水里，水到脚踝，身体前倾，俯视着一群小鱼。她有玫瑰色肤色，卷曲的深棕色头发系在后面。
虽然图中没有太阳，但金色的光线穿过多云的天空，反射到水上。背景是土地，右边是一片绿色植物。
这位艺术家在作品的左下角用深色墨水签下了自己的名字和日期（1914年）。